# 白玛岗街道
白玛岗街道是中华人民共和国西藏自治区林芝市巴宜区下辖的一个街道办事处。

## 行政区划
白玛岗街道下辖以下村级行政区划单位：
白玛岗社区和尼池社区。